# Tozzita ips
Tozzita ips är en insektsart som beskrevs av Kramer 1964. Tozzita ips ingår i släktet Tozzita och familjen dvärgstritar. Inga underarter finns listade i Catalogue of Life.